# 華盛頓鎮區 (新澤西州伯根縣)
華盛頓（英語：Washington）是位於美國新澤西州伯根縣的一個鎮區。

## 地方資料
華盛頓的面積為7.78平方千米，當中陸地面積為7.65平方千米，而水域面積為0.13平方千米。根據2020年美國人口普查的數據，當地共有人口9285人，而人口密度為每平方千米1,193.44人。